# 霍雷祖修道院
霍雷祖修道院（羅馬尼亞語：Mănăstirea Hurezi），是位于罗马尼亚沃尔恰县霍雷祖镇（属于瓦拉几亚地区）的一座修道院。霍雷祖修道院始建于1690年，由康斯坦丁·霍雷祖王子资助建造。霍雷祖修道院的建筑简洁而对称、华美的雕塑、宗教艺术品、肖像画以及装饰画，使其成为布兰科艺术风格的典型代表。是“勃兰科温”风格的代表性建筑。1993年被列为世界遗产。

## 概况
14世纪时，瓦拉几亚是一个比较独立的自治国家，从未完全归属拜占庭帝国，故而瓦拉几亚可以产生与巴尔干文化不同的后拜占庭运动。17世纪时，巴尔干半岛上的唯一的艺术中心是阿索斯山，这是来自罗马尼亚各地区和俄国的富人与贵族资助的结果。阿索斯山的艺术传统在瓦拉几亚统治者的倡导下发扬光大，形成瓦拉几亚自己的艺术风格。
1690年，在康斯坦丁·勃兰科温的慷慨捐助下，霍雷祖修道院建成。勃兰科温自己和他的家族曾在瓦拉几亚建立了多所修道院、教堂，并资助对绘画和装饰的创作，这一传统为后来的很多贵族所继承，终于形成了勃兰科温艺术。修道院中的大教堂位于风景秀美、为森林覆盖的丘陵之上，以纪念君士坦丁大帝和圣海伦纳，建成于1690-1692年，两年后其内部装饰由希腊艺术家康斯坦丁诺完成。

## 图片

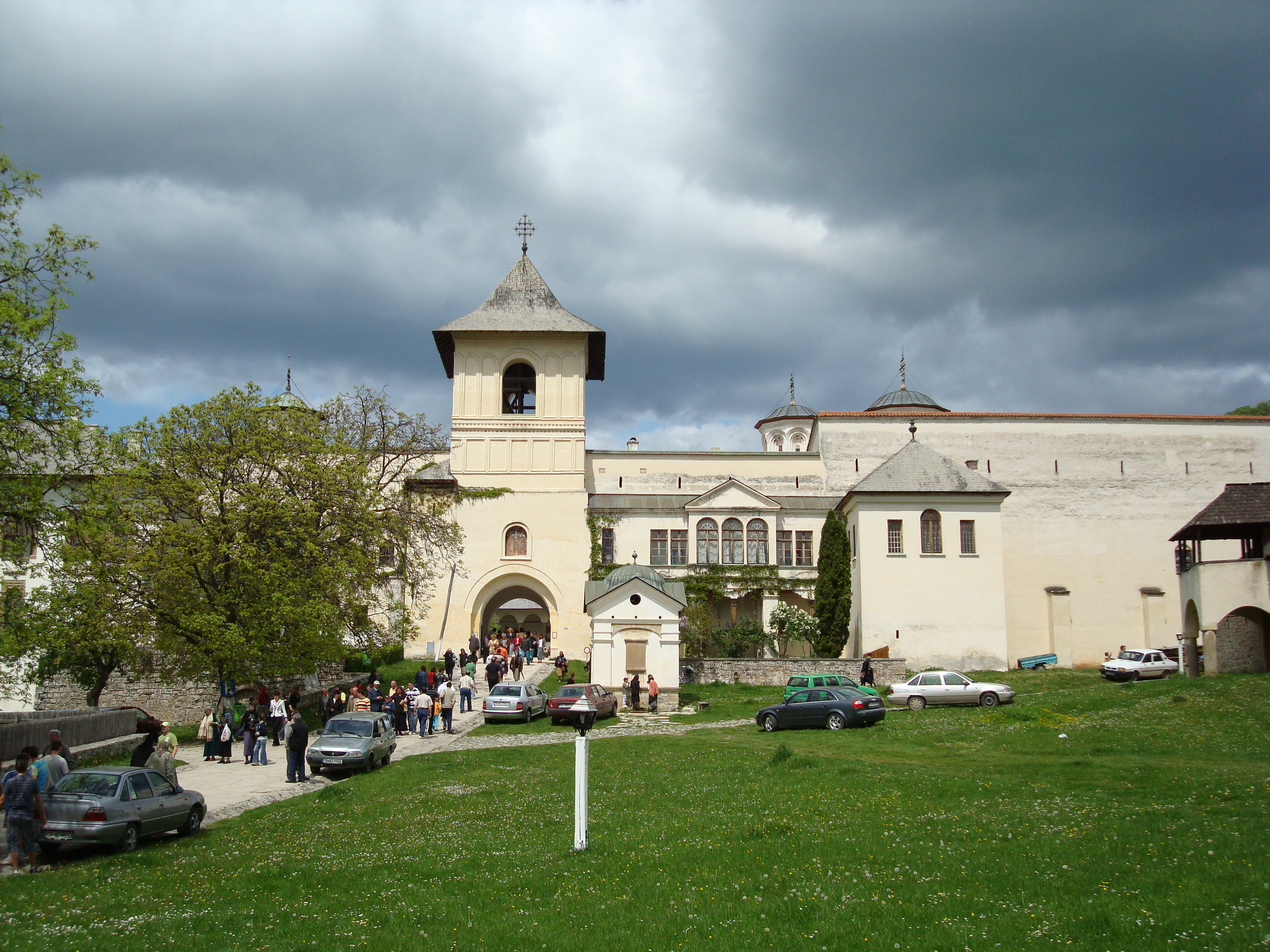
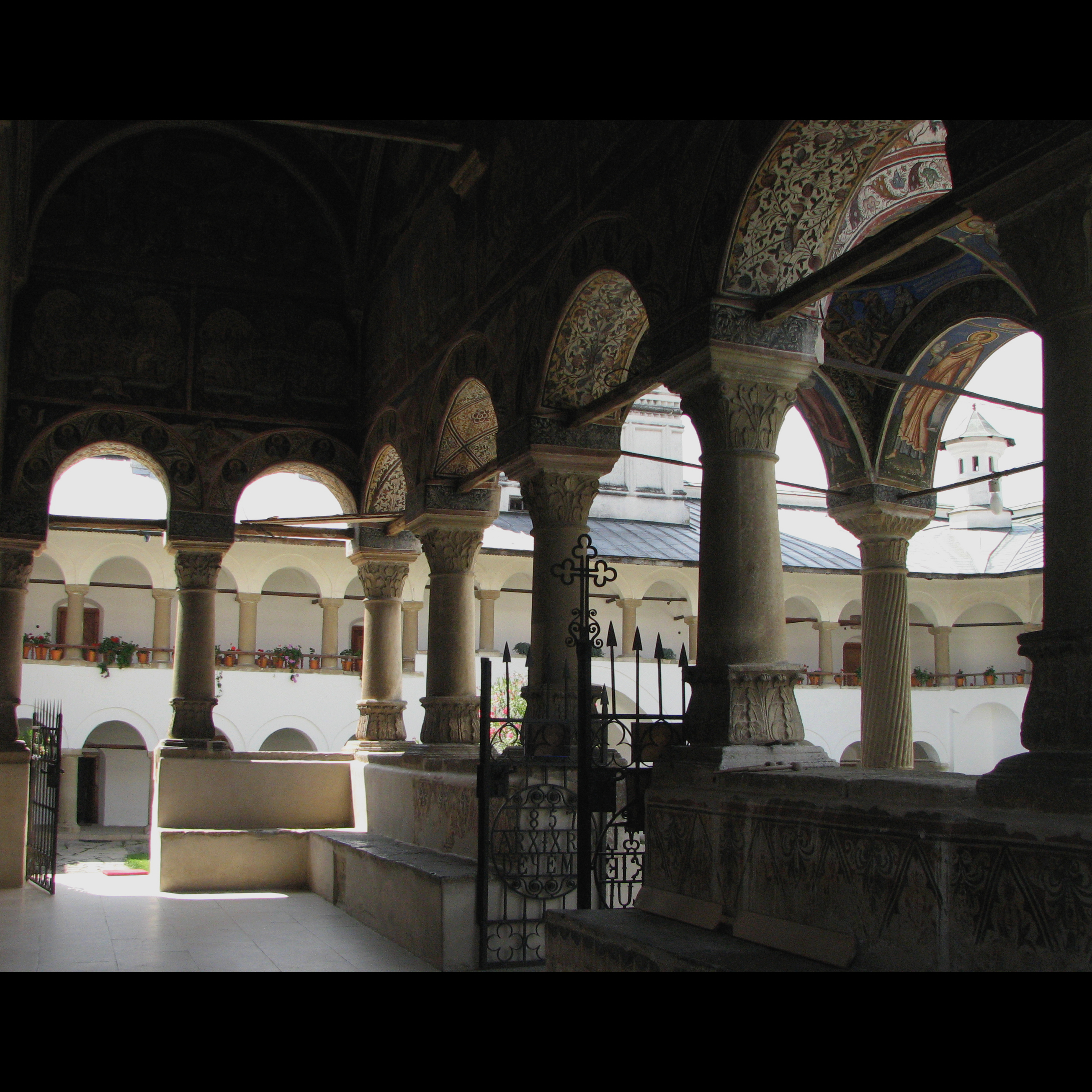
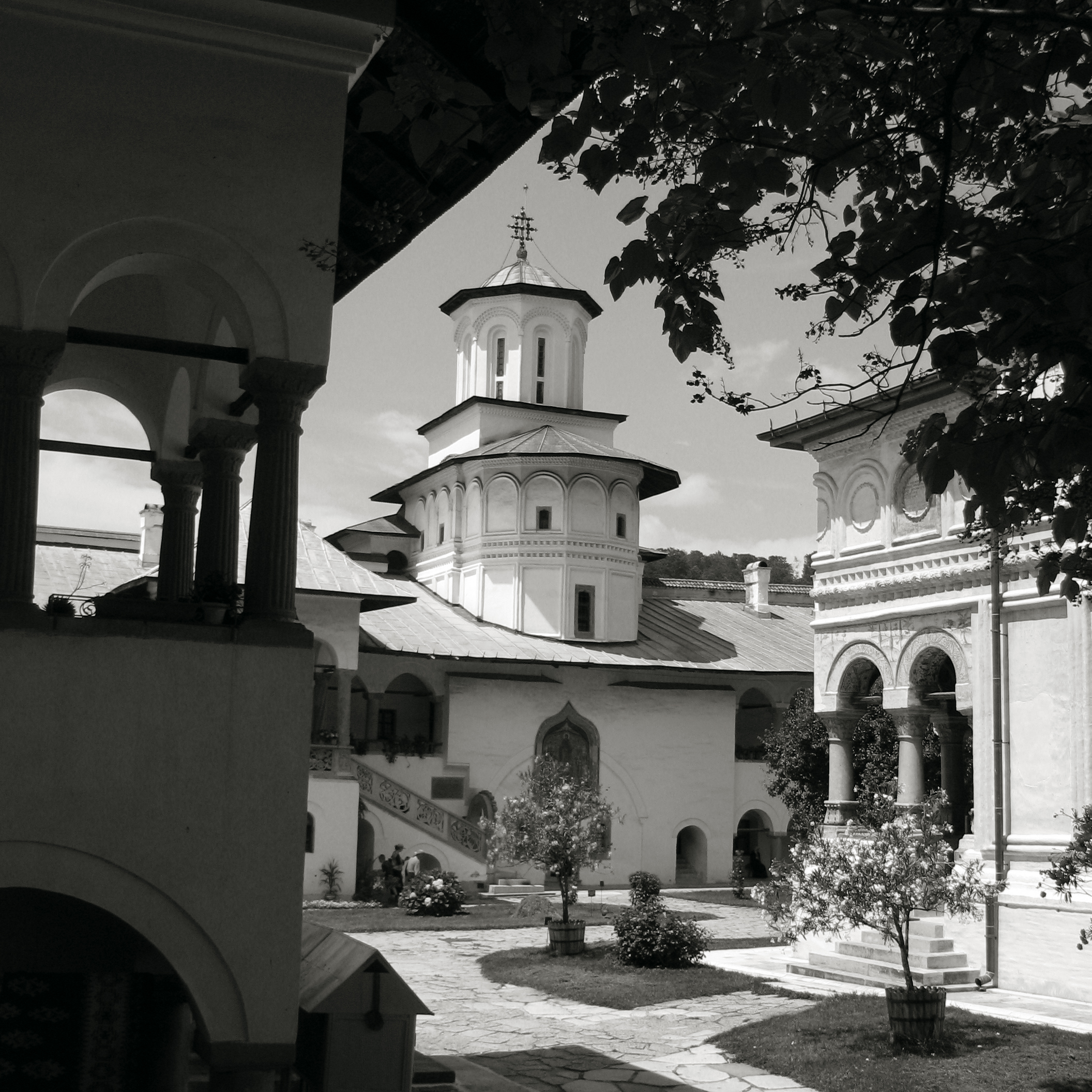
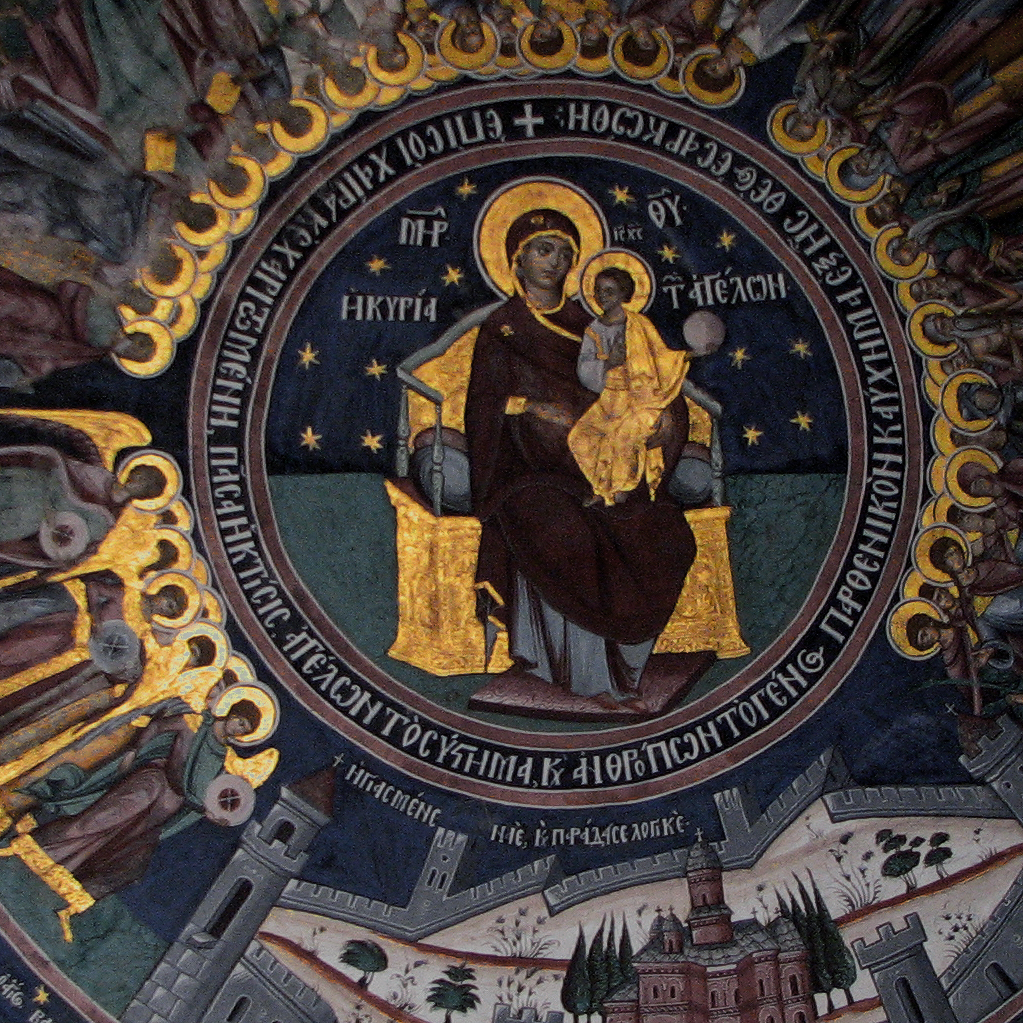